# 八仙飯店一家殺害事件

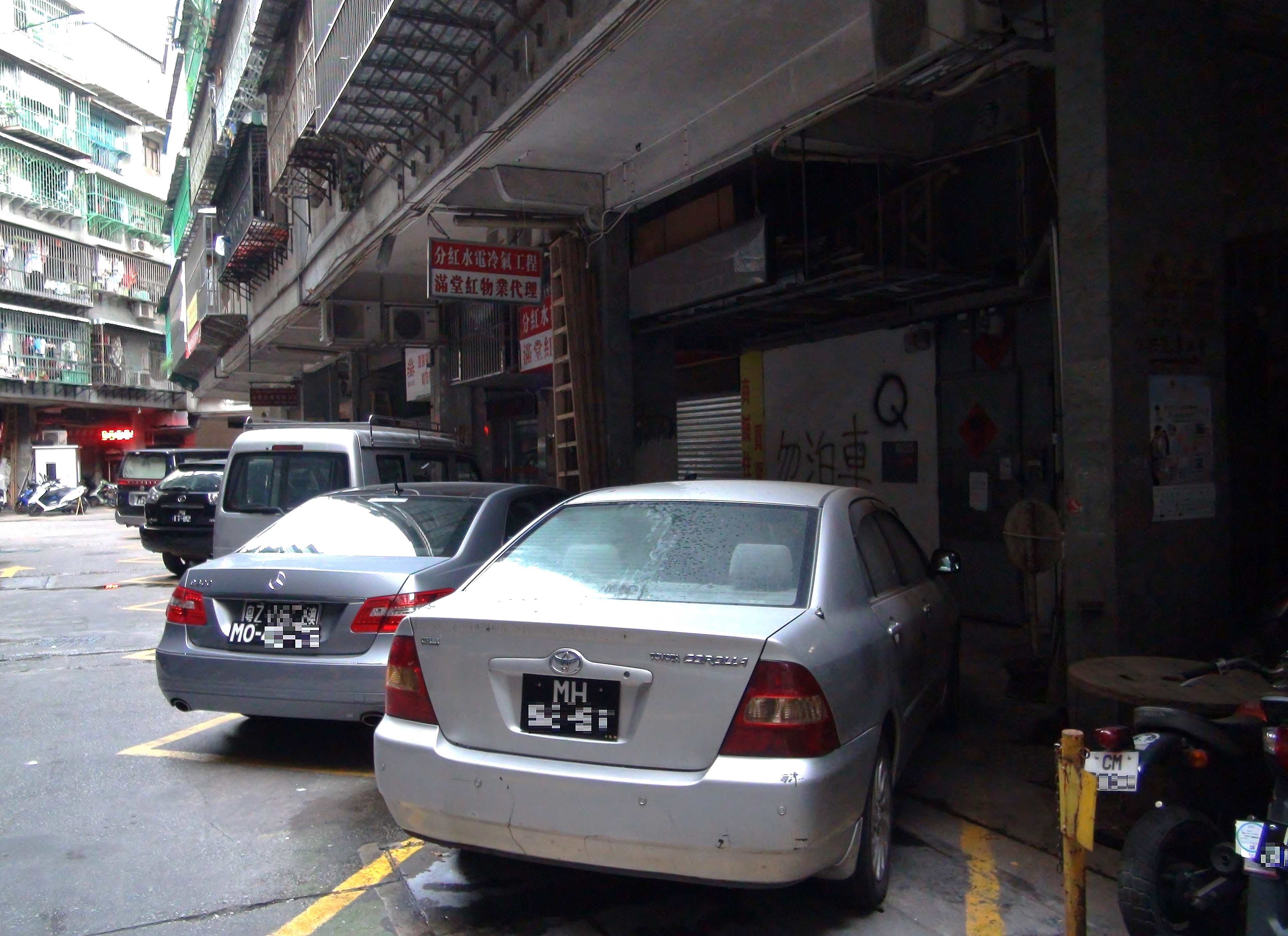
黒沙環地区の「八仙飯店」店舗跡。
事件後は借主がつかず、勿泊車（駐車禁止）の文字が書かれた板で閉鎖されている。2015年8月22日撮影。

八仙飯店一家殺害事件（はっせんはんてんいっかさつがいじけん）とは、1985年にマカオで発生した殺人事件。

## 概要
容疑者の黄志恒（繁体字表記: ･志恆）が中華料理店「中国語: 八仙飯店, ポルトガル語: Casa de Rasto Pat Sin」の経営者一家及び親族の9名と従業員1名を殺害したとされ、犠牲者の年齢は7〜70歳までに亘る。事件翌年に容疑者が摘発された後、容疑者が犠牲者の遺体を叉焼包にして店で販売していたと噂されるようになり、香港とマカオで一時大々的に騒がれた。
容疑者の黄は、拘留中に炭酸飲料缶の蓋を使用したリストカットで自殺した。他に共犯者がいたかは依然不明である。また、この事件を基にして多くの映画、テレビドラマ、漫画も制作された。

## 事件の背景

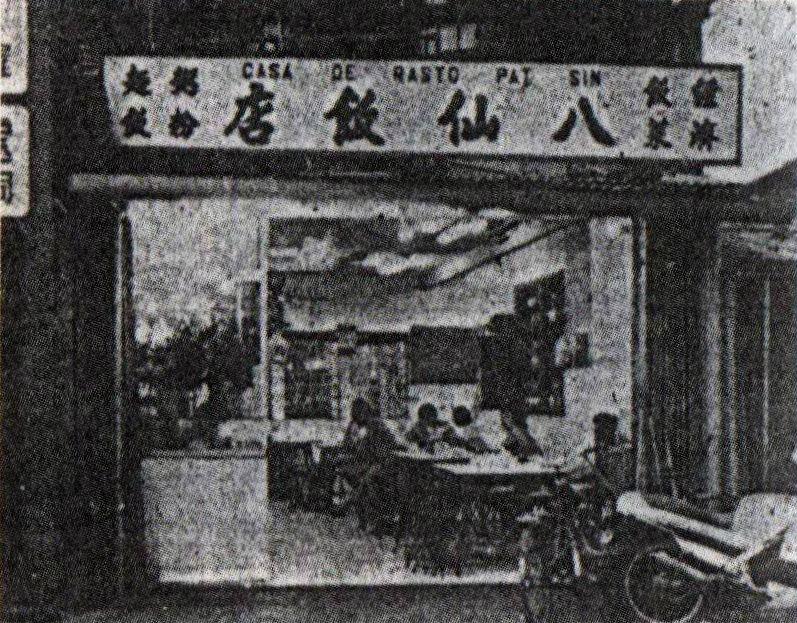
営業当時の「八仙飯店」

「八仙飯店」はマカオ半島東北部の住宅地兼工業地である黒沙環（ポルトガル語名: Areia Preta）で1960年代に開業し、鄭林とその一家により経営されていた。鄭林は元々、中華料理の一種である焼臘（肉のロースト類）の行商人であったが、商店街の鶏・鴨肉業者の支援もあり、借金をして当店の経営を譲り受けた。1973年には岑恵儀（繁体字表記: 岑惠儀）と結婚して1男4女を儲け、黒沙環第四街で家族と暮らしていた。
容疑者の黄志恒（「港澳屠夫」=「香港・マカオの屠殺人」ともあだ名で呼ばれている）は、元の名を陳梓梁といい、広東省の現佛山市南海区書楼村の出身。家庭は裕福で、家族とともに香港に移住して間もなく罪を犯して香港で5年服役した。刑期満了後、黄姓の女性と結婚して2男1女を儲けた。事件発生時は50代で、20代の息子1人と暮らしていた。
事件発生後、警察は黄が別の凶悪事件に関係していることをつきとめた。1973年11月5日、香港の鰂魚涌（英語名: Quarry Bay）の英皇道にやってきた黄は、李和という男性から1万香港ドルを借りた後、李和夫妻と妻の姉を後ろ手に縛った上で斬りつけ、李和を浴槽で溺死させた。その上、液化石油ガスで放火を図ったが、幸いにも李和の姉と妻子は脱出した。この事件当時、黄は陳梓樑と名乗っており、逃亡先の広東省南海区で潜伏中、潜伏先の女性と恋愛関係になり結婚、夫婦でマカオに密航した。警察の追及から逃れるため、黄は左手人差し指の指紋を焼いて除去した。1986年、八仙飯店の事件発覚後、李和の家族は黄と陳梓樑が同一人物であると認めている。

## 事件の発生状況

### 発覚時の状況
1985年8月8日の正午、コロアネ島のハクサビーチで8体の人間の手足が浮いているのを海水浴客が発見し、直ちに水上警察に通報した。警察が調べたところ、発見されたのは右足首が4体、左足首が2体、両手が2体であることが分かった。手足は海水に2日間以上浸かっていたため激しく腐乱しており、右足首が4体あることから犠牲者は少なくとも4名いると思われた。
マカオの警察は、密航者がサメに襲われたものと疑ったが、手足の切口が非常に整っており、手の指先を潰した跡があったため、人が故意に指紋を消そうとしたことが判明した。2日後、同じビーチで野犬が女性の左手首1体をかじっているのが発見され、3日後には警察が女性の右手首1体を、海水浴客が右足首1体を再び発見した。
11体の手足の発見を受け、警察はすぐに専従の捜査班を設置した。警察による捜査では、中国大陸から法医学者を招いて手足の化学検査、記録作成に協力してもらったものの、捜査は進展しなかった。
1989年2月20日午後5時、 タイパ島の清掃員がごみ捨て場で大量の人骨を発見し、マカオの司法警察局は数日間調査した結果、これらが八仙飯店で行方不明になっている10名の遺体であると見做した。

### 捜索依頼の手紙
手足発見の8カ月後の1986年4月、マカオの司法警察局と広州の国際刑事警察機構は、八仙飯店経営者の鄭林の弟から手紙を受け取っており、これが事件解明の契機となった。手紙には「私の兄、鄭林は、マカオに移ってから長年の間、苦労しながら事業を起こして生計を立てていましたが、昨年8月に突然失踪した上、マカオの八仙飯店を不動産ごと黄という名の男に受け継がせました。しかも最近、マカオのハクサビーチの阿婆秧（発見現場の海域の名）の海面で人の手足の残骸が発見されたとのことで、兄一家が殺されてしまったのではないかと心配しております。警察が私に代わり、兄の行方を全力で捜してくださるようお願いします。」と書かれていた。
兄弟によると鄭林は、1985年7月に2人の幼い娘を連れて故郷の中山市に帰って以降、音信が完全に途絶えてしまったという。その当時彼らは、兄の妻である岑恵儀が黄と不倫関係になり、2人が共謀して鄭林を殺害したものと疑っていた。また、その後2人が仲たがいしたため、岑恵儀とその一家も黄に殺害されたのでは、とも推測していた。手紙の中には、失踪した者として以下の10名がまとめて挙げられていた。
- 八仙飯店の店主、鄭林（50代）とその妻、岑恵儀（42歳）
- 夫妻の娘、鄭宝瓊（繁体字表記: 鄭寶瓊 18歳）、鄭宝紅（繁体字表記: 鄭寶紅 12歳）、鄭宝雯（繁体字表記: 鄭寶雯 10歳）、鄭宝華（繁体字表記: 鄭寶華 9歳）と息子、鄭観徳（繁体字表記: 鄭觀德 7歳）
- 妻の母親、陳麗容（70歳）とその妹、陳珍（陳麗珍 60歳）
- 八仙飯店の料理人で鄭林の従兄、鄭柏良（61歳）

以上の情報にはまだ裏付けがなかったが、警察が黄に対する捜査を始めるきっかけとなった。

### 捜査
前年に発見された手足の残骸を警察が新たに調べたところ、ついに1体の女性の手首の指紋が陳珍のものと似ていることをつきとめた。警察は黄を監視するとともに、失踪者の近隣者約20名に対し聞き込みを行った。
その際、八仙飯店に出入りしている鶏・鴨肉業者から次のとおり証言があった。1985年8月4日の午後、鄭林から電話で注文を受け、従業員が納品に行った時には店に異常は全く見られなかったが、翌朝その従業員が再度納品に行ったところ、「3日間休業」と張り出してあるのを見つけた。その業者が鄭林の自宅を訪れると、見知らぬ男1人が応対し、鄭林は一家で珠海に行ったと言われたという。
同じく8月5日には陳珍が不審な失踪を遂げていたが、隣人によると、その日の明け方、30歳くらいの男が鄭林の子供が熱を出したので手伝ってほしいと陳珍を訪ねて来て、2人はタクシーに乗って行ったが、それ以来、一度も帰って来てないという。
これら2つの証言から、警察は鄭林一家の失踪は1985年8月4日から5日の間であり、50代の黄と別の若い男1名が共謀して一家を殺害したと確信した。

### 容疑者逮捕
1986年9月28日午後、黄はあわてて八仙飯店を出て中国大陸へ逃亡しようとしたが、警察はそれに気づき阻止したうえ、黄を署に連行し、集中的に取り調べを行った。警察は、黄が鄭林一家の失踪後に八仙飯店を引き継ぎ、従業員も入れ替えただだけでなく、同時に黒沙環第四街の鄭林の個人所有の不動産を貸し出して、自分は20代の息子1人と別のアパートに住んでいること、また、その息子が当時使用していた自動車も鄭林の所有であることをつきとめていた。
尋問時、黄は中国大陸へ行く妻を送りに行こうとしただけであり、逃亡の企図を否定したほか、鄭林の不動産は闇取引で得た利益で買い取ったものだと主張した。その晩、黄は持病の喘息を再発したため情緒が極度に不安定になり、舌を噛み切って自殺すると脅しを言うようになった。翌日、警察は八仙飯店の失踪者10名の写真を正式に公開するとともに、住民に情報提供を呼び掛けた。
その後、黄は、鄭林には自分に60万ドルの負債があったため、所有財産が全て自分に引き渡された。また、鄭林一家はその後に移民したとも供述するようになったが、警察は一家のマカオからの出境記録を発見することができなかった。さらに警察は黄の貸金庫から、鄭林が別の銀行で借りていた貸金庫の鍵、回港証（繁体字表記: 回港證 香港の永住資格者が中国本土やマカオに旅行する際に発行される香港への再入境を保証する書類）、4名の娘の出生証明書と学生証を発見した。
1986年10月2日、黄は正式に起訴されて刑事法廷で裁かれることとなり、マカオ刑務所に拘留された。拘留2日目の10月3日に黄は、他の拘留者に暴行を受けて負傷し、病院に移送されて治療を受けた。黄はその際に入院期間を延長するよう要求したが却下され、10月4日の早朝には監牢獄に戻された。

### 殺害の動機と経過
1986年10月6日、拘留中の黄は事件の動機と経緯について自白した。それによると、鄭林が賭けにより黄に負った借金を払わなかったことが殺害の動機であった。黄と鄭林夫妻は長年の顔見知りであり、よく麻雀、ポーカー等の賭博を一緒に行っていたという。事件発生の前年である1984年の晩、八仙飯店で黄、鄭林夫妻、料理人がポーカーで賭けを行った。妻の母親である陳麗容もその場におり観戦していた。黄は鄭林と2,000マカオ・パタカの勝負を行い、黄が18万マカオ・パタカ勝ったという。その際、鄭林は1年以内に清算すると答え、さらに、もし支払いが出来ない場合は八仙飯店を黄が差し押さえることにも口頭で同意した。それから事件発生までの間、黄は何度も鄭林夫妻に清算を求めたが拒絶され、ビタ一文受け取れなかったという。事件発生の晩（1985年8月4日）、黄は再び閉店後の八仙飯店に行き、夫妻に賭けの精算を求めたがその時も拒絶された。もし支払いが出来ない場合は八仙飯店を差し押さえるという約束により、黄は既に料理人1名と給仕のグループを探し出し、彼らに8月8日から開店準備を始めると伝えてあったものの、鄭林の拒絶により難航していた。黄の自白によれば、鄭林に対してまず2〜3万マカオ・パタカを支払えば、残りの返済はゆっくりでよいと提案したが、鄭林が「何を返せというんだ? 借用証もないではないか。」と答えたことから言い争いになった。黄は夢中でテーブル上のビール瓶の底部をたたき割って手に構え、傍らにいた鄭林の息子、観徳をはがいじめにして割れたビール瓶をその頸部に突きつけるとともに、その場にいる者に声を出さないよう命じた。その場には一家と料理人、計9名がいたが、観徳が人質になったため誰もうかつに動けなかった。黄は全員にロープで互いを縛るように命じるとともに、布で各人の口を覆っていった。最後に残ったのは鄭の妻、岑恵儀と観徳だったが、黄が岑恵儀に幼い息子をロープで縛るよう命じた途端、彼女が突然、大声で泣きながら息子を抱き上げて逃げようとしたため、割れたビール瓶を彼女の頭部に振り下ろして殺害した。それから黄は理性を失い、そのビール瓶で各人を殺害していったという。店内にいた9名の内、最後に犠牲となったのが観徳であったが、彼は殺害される前に黄に向かって「大叔母さん（鄭林の妻の母親の妹、陳珍）が通報するから警察がお前を捕まえるぞ!」と言ったという。黄はその後、陳珍の元に向い、子供が熱を出したという嘘で彼女を八仙飯店まで誘い出して殺害した。黄は、8時間かけて遺体を解体した後、黒い二重のポリ袋に入れ、一袋ずつゴミ箱に遺棄したことを認めた。

### 自殺と遺書
黄は逮捕後2度自殺を図っている。1986年10月4日午前、刑務所内の鉄製ゴミ箱を割いた物で左手首の脈を切ったが、他の拘留者に見つかり、5時間に亘る救命措置を受け助かる。
同年12月初め、妻が最後の面会に来たときは2人は大声で泣き出し、同時期の長男との面会では、互いに厳粛な面持ちであった。
12月4日の深夜、黄は研磨した炭酸飲料缶の蓋で、以前に自殺を図った際の傷口を再び切った。同日午前8時、監守が朝食を配りに来た折、黄の息がなく、血染めになったシーツで手首が覆われているのを発見した。黄は28名と同部屋に収容されていたが、その内の一人は、その晩に黄がベッドの上で作業をしているのを見かけたが、単に時間を潰しているのだと思ったと証言している。その後、警察が黄の周辺を調べると、遺書、喘息薬、数冊のポルノ雑誌が発見された。
黄は自殺する前に新聞社にも遺書を送っていた。遺書は黄が事件について唯一記した文書で、ぎこちない文体で以下のとおり主張している：
1. 自分は無実であり、自分に代わりこの冤罪を晴らしてほしい。司法官に対して罪を認めたのは3日に及ぶ取り調べで疲労が極致に達していたからである。
2. 香港で事件を起こしてからは心を入れ替え真っ当に生活しており、晩年を安らかに楽しむはずであった。
3. 1984年に鄭林18万8千パタカを貸した時既に八仙飯店を買い取るつもりであった。これには証人もいる。
4. 妻と7歳の息子が心配である。自分は以前悪事を犯したため、全ての責は自分が負うべきだが、妻は田舎者で無知な本当の善人であり、社会はなぜ彼らに同情を寄せて助けようとしないのか、哀れでならない。
5. 自分は命を絶つが、罰を受けるのを恐れているのではなく、喘息を患っており、これ以上この状況を引き延ばしたくないので終わりにするのである。
6. 人（ひと）の将（まさ）に死せんとする、其の言（げん）や善（よ）し（人が死に際に言う言葉は真実である = 論語の成句の引用）。

### 遺体の行方
黄の自殺後も、警察は10名の失踪者の遺体の残りを発見できなかった。発見された11体の手足の内、1体の指紋が陳珍のものと似ていることから、これらが鄭林一家10名の遺体であるとされたが、残りの遺体がどのように処理されたかを巡って、世間で長年にわたりさまざまに推測されてきた。
また、現在一般的に流布している以上のような殺害の動機と経過も、事件当時のマスコミによる推測も含んだ報道を根拠としている。マカオのメディアは、黄が自殺前、他の拘留者に上述のような経過を告白したと伝えており、遺体の一部はスープにして店で売られたとも伝えている。
現在、明らかになっているのは以下の点である：
1. 事件時、陳珍の自宅にいた30歳くらいの男は黄とは別人だった。
2. 遺体の化学的調査から、犠牲者の死因は毒殺ではない。
3. 事件発生時は盛夏であり、遺体処理までの間に相当な腐臭が発生したはずであるが、腐臭について当時訴えた人はいない[8]。

## 映画、テレビドラマ化
遺体が「人肉の叉焼包」にされたという噂を基に、事件を描いた映画、テレビドラマが製作された。中でも最も有名なのが、1993年に公開された アンソニー・ウォンが犯人を演じ、ダニー・リー がプロデューサー兼司法警察の部長役を務めた『八仙飯店之人肉饅頭』である。アンソニー・ウォンはこの作品により香港電影金像奨で最優秀男優賞を受賞した。映画は、この事件を基にしており、香港では公開時、18歳以下の鑑賞が禁止された。2005年、香港の亜洲電視は、実際の事件を描いたテレビドラマ『危険人物』で、この事件を翻案した『八仙飯店』を製作している。